# Mihail Crișan
Mihail Crișan (n. 1885, Ilia, județul Hunedoara – d. 1962, Ilia, județul Hunedoara) a fost un deputat în Marea Adunare Națională de la Alba Iulia, organismul legislativ reprezentativ al „tuturor românilor din Transilvania, Banat și Țara Ungurească”, cel care a adoptat hotărârea privind Unirea Transilvaniei cu România, la 1 decembrie 1918 :p. 200.

## Biografie
A urmat cursurile școlii primare și ale Școlii de Meseriași de la Deva. A contribuit la înființarea Gărzii Naționale Române din Ilia :p. 200.  

## Activitatea politică
Ca deputat în Adunarea Națională din 1 decembrie 1918 a fost delegat al Cercului electoral Dobra :p. 200.	